# Andrzej Bursa

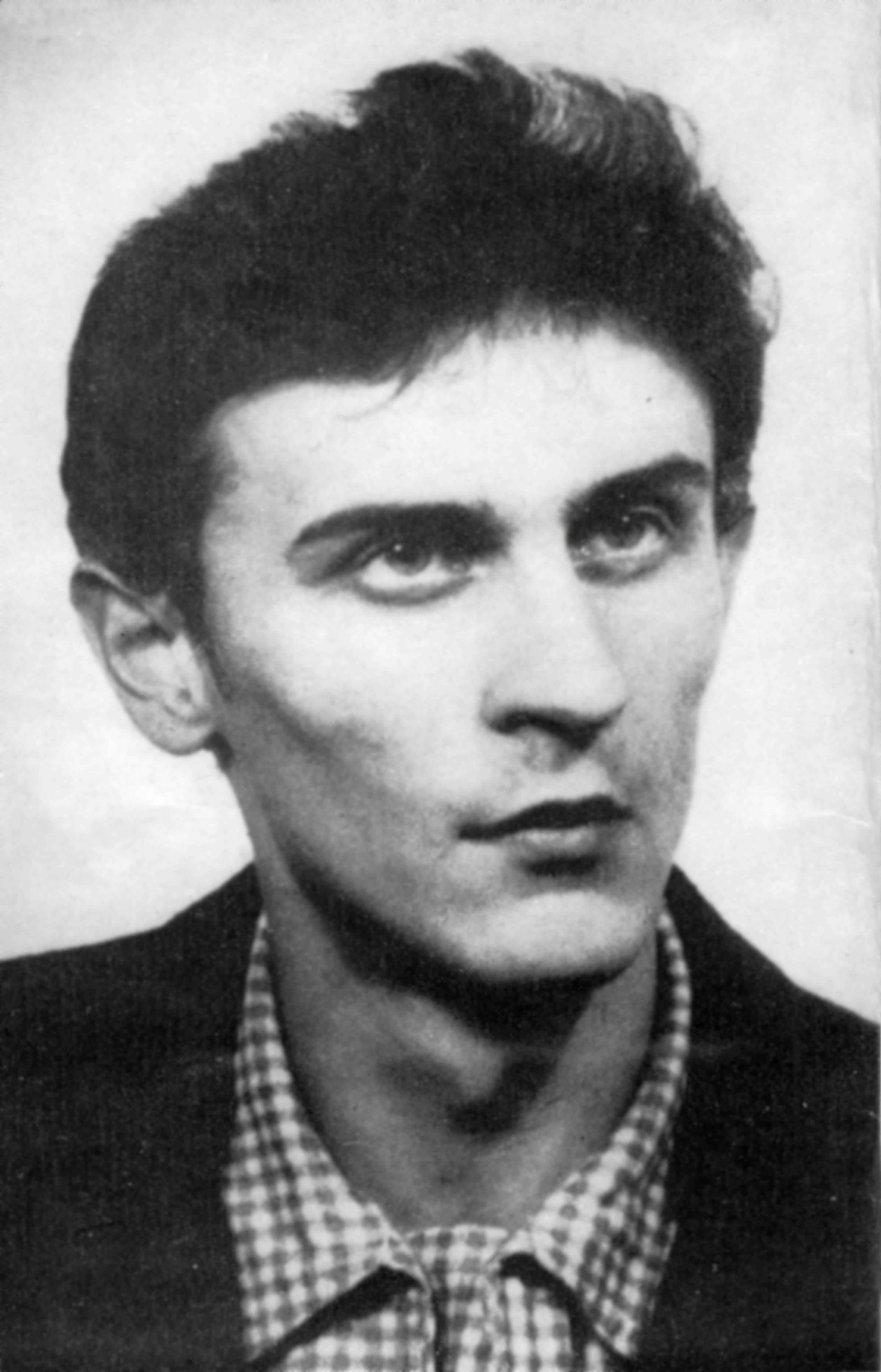
Andrzej Bursa

Andrzej Bursa (Krakau, 21 maart 1932 - Krakau, 15 november 1957) was een Poolse dichter, prozaschrijver, toneelschrijver en journalist, behoorde tot de Współczesność-generatie (Heden-generatie), opgenomen in de kring van de vervloekte dichters.

## Leven
Zijn ouders waren leraren van beroep. Om ideologische redenen gingen ze in 1947 uit elkaar. Vader Feliks was politiek actief en zijn communistische opvattingen leidden tot een conflict met zijn zoon. Tijdens de Tweede Wereldoorlog volgde Bursa geheime lessen en in 1945 schreef hij zich in voor het 5e Gymnasium en Lyceum Jan Kochanowski in Krakau. Na zijn afstuderen aan de middelbare school begon Andrzej Bursa colleges Journalistiek van de Faculteit Wijsbegeerte en Geschiedenis aan de Jagiellonische Universiteit bij te wonen, na een maand verhuisde hij naar de Faculteit Filologie van die universiteit met een specialisatie in het Bulgaars. In februari 1952 trouwde hij met Ludwika Szemioth - een student van de Academie voor Schone Kunsten in Krakau; in hetzelfde jaar werd hun zoon Michał geboren. Van december 1954 tot zomer 1957 werkte hij als verslaggever voor Dziennik Polski (Pools tijdschrift) in Krakau. Zijn dood ging gepaard met de mythe van zelfmoord - de echte oorzaak was een aangeboren afwijking van de aorta. Hij werd begraven op de Rakowicki-begraafplaats, kwartier IIB. Postuum ontving hij in 1959 de Listopada Poetycki-prijs voor het meest interessante debuut [5].

## Werk
De literaire activiteit van de dichter was van korte duur, slechts 3 jaar. Hij stierf plotseling op 25-jarige leeftijd aan een aangeboren onderontwikkeling van de aorta.
Zijn werk was voor een groot deel vervuld van rebellie, wreedheid en cynisme; gedichten werden gekenmerkt door naturalisme en anti-esthetiek. Bursa was een dichter die op zoek was naar blijvende humanistische waarden en waarheden over de mens en zichzelf. De werken van de kunstenaar beschrijven perfect de realiteit van de tijd op een ontmaskerende en compromisloze manier, en zijn tegelijkertijd doordrenkt van verborgen lyriek.
Opstand tegen de normen van het sociale leven, de romantische traditie, conventies en moraliteit is slechts een oppervlakkige lezing van het werk van Bursa. De dichter bespeurde het kwaad op dat om hem heen bestond en drukte het uit met voldoende literaire middelen, maar zijn werken tonen een duidelijke behoefte om met het goede te communiceren. In zijn poëzie kunnen we drie groepen werken onderscheiden:
- Protest-gedichten.
- gedichten waarin onvervulde arcadische dromen werden getoond (bijvoorbeeld Luiza)
- reflecterende tekst, verrassend door zijn diepte van reflectie en volwassenheid van vorm (bv. het gedicht Carnival).

Als individualist was hij in die tijd niet verbonden met een literaire groep.
Andrzej Bursa heeft zevenendertig gedichten en een kort verhaal Mason gepubliceerd in (voornamelijk studenten) tijdschriften.
- Luiza (gedicht).
- De tante vermoorden (roman).
- De Karbonkel (toneelstuk), geschreven met Jan Günther.
- gedichtverzamelingen
  - 1954 - Een stem in de discussie over jongeren
  - 1958 - Gedichten
  - 1969 - Stukken in vers en proza
- een fantastisch verhaal, een groteske - Draak, oorspronkelijk gepubliceerd in de collectie Wiersze, later in Prophecy, deel 6 van de Polish Fantastic Novel.

In 2013 bracht de band Fonetyka (klankleer) een muziekalbum uit met de gedichten van de dichter.
- Bibliothèque nationale de France: cb12958231s (data)
- CiNii: DA14363669
- Gemeinsame Normdatei: 11937563X
- International Standard Name Identifier: 0000 0000 8387 5638
- Library of Congress Control Number: no89008025
- MusicBrainz: 5b2333ad-e268-43e8-a680-880015881e2a
- Nationale Bibliotheek van Tsjechië: jn20011211147
- Nationale Bibliotheek van Israël: 987007402823605171
- Nationale en Universitaire bibliotheek Zagreb: 000455908
- Nederlandse Thesaurus van Auteursnamen: 072355697
- Réseau des bibliothèques de Suisse occidentale: 02-A024860048
- Système universitaire de documentation: 107973405
- Virtual International Authority File: 61678759
- WorldCat: E39PBJc7QdP7GxQmBr9rcdxdQq